# Trichosalpinx
Trichosalpinx é um género botânico pertencente à família das orquídeas (Orchidaceae).

## Etimologia
O nome vem do grego trichosalpinx que significa trombeta com cabelo, uma referência ao formato e aparência das bainhas que recobrem seus ramicaules.

## Sinônimos
- Tubella (Luer) Archila,  Revista Guatemal. 3(1): 46. 2000
- Pseudolepanthes (Luer) Archila, Revista Guatemal. 3(1): 76. 2000
- Pleurothallis subsect. Lepanthiformes Lindley, Fol. Orchid. Pleurothallis, 25. 1859.
- Pleurothallis sect. Bipaleolatae Pabst,  Orchid. Bras., 162. 1975.

## Histórico
O gênero Trichosalpinx foi proposto por Carlyle August Luer em Phytologia 54(5): 393-394, em 1983, baseando sua descrição na espécie tipo, a Specklinia ciliaris Lindley, hoje Trichosalpinx ciliaris (Lindley) Luer.

## Distribuição
Existem mais de cem espécies de Trichosalpinx espalhadas pela América tropical, do México ao Paraguai. Pelo menos sete têm ocorrência registrada para o Brasil.

## Descrição
São plantas epífitas, habitantes de florestas úmidas, cuja inflorescência brota do ápice dos caules com flores que se abrem em sucessão, podem ser reconhecidas por suas flores que lembram Pleurothallis, mas dos quais se diferenciam por seus caules possuírem bainhas lepantiformes, em regra pubescentes na extremidade. Bainhas lepantiformes são aquelas que, inicialmente justas ao ramicaule, alargam-se em suas extremidades terminando em uma espécie de trombeta com a borda formada por uma anel inclinado, imbricantes com a próxima bainha, e normalmente apresentado veias longitudinais aparentes.
Existem quatro gêneros de Pleurothallidinae que apresentam estas bainhas, a saber: Trichosalpinx, Lepanthes, Lepanthopsis e Draconanthes.
Trichosalpinx diferencia-se de Lepanthes e Draconanthes pela coluna, pois a coluna destes não apresenta pé e Trichosapinx normalmente sim; e de Lepanthopsis através do estigma, neste último tranversalmente bilobulado, o que não ocorre em Trichosalpinx.
O gênero apresenta bastante variedade quanto à morfologia floral, de modo que está dividido em quatro subgêneros: Trichosalpinx, Xenia, Tubela e Pseudolepanthes:
- O subgênero Trichosalpinx é, em sua maioria, constituido por espécies cespitosas, cujos ramicaules não crescem uns a partir da terminação dos outros, à maneira das Scaphyglottis, em regra com inflorescência mais curta que a folha, flores com pétalas de margens normalmente ciliadas, denticuladas ou serrilhadas, labelo com lobos basais, coluna provida de pé, e antera e estigma ventrais. Este subgênero está representado por duas espécies no Brasil: Trichosalpinx egleri e Trichosalpinx orbicularis.
- O subgênero Tubella é constituído por espécies onde o ramicaule pode ou não brotar da terminação de outro, em regra com inflorescência mais longa que a folha, petalas de margens lisas, labelo sem lobos basais, com calos longitudinais, coluna provida de pé, e antera subapical. Este subgênero está representado por três espécies no Brasil: Trichosalpinx dura, Trichosalpinx montana e Trichosalpinx pusilla. Em 2000, Archila propôs a elevação do subgênero Tubella ao status de gênero, do qual fariam parte, mais de setenta espécies.
- O subgênero Xenia é constituido por espécies onde o ramicaule não brota da terminação de outro, em regra com inflorescência mais longa que a folha, petalas de margens lisas, sépalas glabras, labelo espesso de lobos e calos variados, mas sem lobos basais, coluna sem pé, com antera apical. Este subgênero não tem representantes no Brasil.
- O subgênero Pseudolepanthes é constituido por espécies onde o ramicaule não brota da terminação de outro, em regra com inflorescência mais longa que a folha, pétalas de margens lisas, sépalas glabras, labelo espesso com calo verrucoso, sem lobos basais, e base unguiculada presa à coluna, esta desprovida de pé, e antera apical. Este subgênero não tem representantes no Brasil.

Em 2000, Archila propôs a elevação do subgênero Pseudolepanthes ao status de gênero, do qual fariam parte, além da espécie tipo do suposto gênero, Pseudolepanthes colombiae, recém descrita por ele, as seguintes espécies: T. bricenoensis Luer & R.Escobar, T. calceolaris Luer & R.Escobar, T. decorata Luer & R.Escobar, T. ectopa Luer, T. ramosii Luer, T. silverstonei Luer, T. spathulata Luer, T. uvaria Luer, e T. zunagensis Luer & Hirtz.

## Filogenia
Quanto à sua filogenia, em 2001, Mark W.Chase et al., publicaram no American Journal of Botany um estudo preliminar sobre Pleurothallidinae. Segundo os resultados encontrados, este gênero, pertence ao quarto grande clado de gêneros da subtribo, separado das outras Pleurothallis. Entre o terceiro grande grupo, representado dentre outros pelo gênero  Acianthera , e o quinto grande grupo, do qual os mais conhecidos representantes são Stelis e Pleurothallis.
A partir desse estudo aprendemos que as relações internas deste grupo, apesar de ainda não completamente esclarecidas pois há algumas espécies divergentes que aqui desconsideramos, vem na seguinte ordem: Em primeiro lugar Zootrophion, seguido por Lepanthopsis e Lepanthes, os dois formando um subgrupo, depois o gênero Frondaria, isolada, então Anathallis e o então Panmorphia, formando outro subgrupo, e finalmente Trichosalpinx.
Segundo os autores, a despeito de grande diversidade morfológica, algumas características fisiológicas na estrutura química e molecular das folhas são compartilhadas pela maiorida desses gêneros.

## Espécies
1. Trichosalpinx acestrochila Luer, Monogr. Syst. Bot. Missouri Bot. Gard. 88: 112 (2002).
2. Trichosalpinx acremona (Luer) Luer, Phytologia 54: 394 (1983).
3. Trichosalpinx alabastra (Luer & R.Escobar) Luer, Phytologia 54: 394 (1983).
4. Trichosalpinx amygdalodora (Kraenzl.) Luer, Monogr. Syst. Bot. Missouri Bot. Gard. 64: 43 (1997).
5. Trichosalpinx arbuscula (Lindl.) Luer, Phytologia 54: 394 (1983).
6. Trichosalpinx atropurpurea Luer & Hirtz, Monogr. Syst. Bot. Missouri Bot. Gard. 64: 46 (1997).
7. Trichosalpinx ballatrix Luer & R.Escobar, Orquideologia 16: 178 (1984).
8. Trichosalpinx barbelifera Luer & R.Vásquez, Monogr. Syst. Bot. Missouri Bot. Gard. 64: 46 (1997).
9. Trichosalpinx berlineri (Luer) Luer, Phytologia 54: 394 (1983).
10. Trichosalpinx blaisdellii (S.Watson) Luer, Phytologia 54: 394 (1983).
11. Trichosalpinx bricenoensis Luer & R.Escobar, Monogr. Syst. Bot. Missouri Bot. Gard. 64: 105 (1997).
12. Trichosalpinx calceolaris Luer & R.Escobar, Monogr. Syst. Bot. Missouri Bot. Gard. 64: 105 (1997).
13. Trichosalpinx carinilabia (Luer) Luer, Phytologia 54: 394 (1983).
14. Trichosalpinx caudata Luer & R.Escobar, Monogr. Syst. Bot. Missouri Bot. Gard. 64: 20 (1997).
15. Trichosalpinx cedralensis (Ames) Luer, Phytologia 54: 394 (1983).
16. Trichosalpinx chaetoglossa (Luer) Luer, Phytologia 54: 394 (1983).
17. Trichosalpinx chamaelepanthes (Rchb.f.) Luer, Phytologia 54: 395 (1983).
18. Trichosalpinx ciliaris (Lindl.) Luer, Phytologia 54: 395 (1983).
19. Trichosalpinx costata (Luer & R.Vásquez) Luer, Phytologia 54: 395 (1983).
20. Trichosalpinx crucilabia (Ames & Correll) Luer, Phytologia 54: 395 (1983).
21. Trichosalpinx cryptantha (Barb.Rodr.) Luer, Phytologia 54: 395 (1983).
22. Trichosalpinx dalstroemii Luer, Monogr. Syst. Bot. Missouri Bot. Gard. 64: 52 (1997).
23. Trichosalpinx deceptrix Carnevali & I.Ramírez, Harvard Pap. Bot. 3: 250 (1998).
24. Trichosalpinx decorata Luer & R.Escobar, Monogr. Syst. Bot. Missouri Bot. Gard. 64: 106 (1997).
25. Trichosalpinx dentialae D.E.Benn. & Christenson, Icon. Orchid. Peruv.: t. 792 (2001).
26. Trichosalpinx dependens (Luer) Luer, Phytologia 54: 395 (1983).
27. Trichosalpinx dirhamphis (Luer) Luer, Phytologia 54: 395 (1983).
28. Trichosalpinx dressleri Luer, Monogr. Syst. Bot. Missouri Bot. Gard. 64: 54 (1997).
29. Trichosalpinx drosoides Carnevali & I.Ramírez, Ernstia 42: 1 (1987).
30. Trichosalpinx dunstervillei Luer, Monogr. Syst. Bot. Missouri Bot. Gard. 64: 55 (1997).
31. Trichosalpinx dura (Lindl.) Luer, Phytologia 54: 395 (1983).
32. Trichosalpinx ectopa Luer, Orquideologia 18: 166 (1991).
33. Trichosalpinx egleri (Pabst) Luer, Phytologia 54: 395 (1983).
34. Trichosalpinx escobarii Luer, Orquideologia 18: 168 (1991).
35. Trichosalpinx fasciculata Luer & Hirtz, Monogr. Syst. Bot. Missouri Bot. Gard. 64: 58 (1997).
36. Trichosalpinx fissa Luer, Monogr. Syst. Bot. Missouri Bot. Gard. 64: 59 (1997).
37. Trichosalpinx fruticosa Luer, Lindleyana 11: 105 (1996).
38. Trichosalpinx gentryi Luer, Monogr. Syst. Bot. Missouri Bot. Gard. 64: 60 (1997).
39. Trichosalpinx glabra D.E.Benn. & Christenson, Brittonia 46: 256 (1994).
40. Trichosalpinx hirtzii Luer, Monogr. Syst. Bot. Missouri Bot. Gard. 64: 661 (1997).
41. Trichosalpinx hypocrita (Garay & Dunst.) Luer, Phytologia 54: 395 (1983).
42. Trichosalpinx inaequisepala (C.Schweinf.) Luer, Phytologia 54: 395 (1983).
43. Trichosalpinx inquisiviensis (Luer & R.Vásquez) Luer, Phytologia 54: 395 (1983).
44. Trichosalpinx intricata (Lindl.) Luer, Phytologia 54: 396 (1983).
45. Trichosalpinx jimburae Luer & Hirtz, Monogr. Syst. Bot. Missouri Bot. Gard. 64: 64 (1997).
46. Trichosalpinx jostii Luer & Dalström, Monogr. Syst. Bot. Missouri Bot. Gard. 105: 255 (2006).
47. Trichosalpinx lamellata Luer, Monogr. Syst. Bot. Missouri Bot. Gard. 64: 64 (1997).
48. Trichosalpinx lenticularis (Luer) Luer, Monogr. Syst. Bot. Missouri Bot. Gard. 64: 65 (1997).
49. Trichosalpinx ligulata Luer & Hirtz, Monogr. Syst. Bot. Missouri Bot. Gard. 64: 65 (1997).
50. Trichosalpinx lilliputalis (Luer & Hirtz) Luer, Monogr. Syst. Bot. Missouri Bot. Gard. 64: 115 (1997).
51. Trichosalpinx macphersonii Luer, Monogr. Syst. Bot. Missouri Bot. Gard. 64: 66 (1997).
52. Trichosalpinx manningii Luer, Monogr. Syst. Bot. Missouri Bot. Gard. 88: 113 (2002).
53. Trichosalpinx membraniflora (C.Schweinf.) Luer, Phytologia 54: 396 (1983).
54. Trichosalpinx memor (Rchb.f.) Luer, Phytologia 54: 396 (1983).
55. Trichosalpinx metamorpha Luer & Hirtz, Monogr. Syst. Bot. Missouri Bot. Gard. 64: 67 (1997).
56. Trichosalpinx montana (Barb.Rodr.) Luer, Phytologia 54: 396 (1983).
57. Trichosalpinx multicuspidata (Rchb.f.) Luer, Phytologia 54: 396 (1983).
58. Trichosalpinx nana (Ames & C.Schweinf.) Luer, Phytologia 54: 396 (1983).
59. Trichosalpinx navarrensis (Ames) Mora-Ret. & García Castro, Brenesia 37: 125 (1992).
60. Trichosalpinx notosibirica (T.Hashim.) Luer, Phytologia 54: 396 (1983).
61. Trichosalpinx nymphalis (Luer) Luer, Phytologia 54: 396 (1983).
62. Trichosalpinx orbicularis (Lindl.) Luer, Phytologia 54: 396 (1983).
63. Trichosalpinx otarion (Luer) Luer, Phytologia 54: 396 (1983).
64. Trichosalpinx pandurata D.E.Benn. & Christenson, Icon. Orchid. Peruv.: t. 793 (2001).
65. Trichosalpinx parsonsii Luer & Dodson, Monogr. Syst. Bot. Missouri Bot. Gard. 64: 72 (1997).
66. Trichosalpinx patula Luer, Monogr. Syst. Bot. Missouri Bot. Gard. 65: 82 (1998).
67. Trichosalpinx pergrata (Ames) Luer, Phytologia 54: 396 (1983).
68. Trichosalpinx pringlei (Schltr.) Luer, Phytologia 54: 396 (1983).
69. Trichosalpinx pseudolepanthes Luer & R.Escobar, Orquideologia 16: 183 (1984).
70. Trichosalpinx psilantha Luer, Monogr. Syst. Bot. Missouri Bot. Gard. 64: 32 (1997).
71. Trichosalpinx pumila (Luer) Luer, Phytologia 54: 397 (1983).
72. Trichosalpinx punctatifolia (Barb.Rodr.) Luer, Phytologia 54: 397 (1983).
73. Trichosalpinx purpurea Seehawer, Orchidee (Hamburg) 49: 128 (1998).
74. Trichosalpinx pusilla (Kunth) Luer, Phytologia 54: 397 (1983).
75. Trichosalpinx quitensis (Rchb.f.) Luer, Phytologia 54: 397 (1983).
76. Trichosalpinx ramosii Luer, Monogr. Syst. Bot. Missouri Bot. Gard. 64: 108 (1997).
77. Trichosalpinx ringens Luer, Lindleyana 11: 108 (1996).
78. Trichosalpinx robledorum (Luer & R.Escobar) Luer, Phytologia 54: 397 (1983).
79. Trichosalpinx rotundata (C.Schweinf.) Dressler, Novon 7: 124 (1997).
80. Trichosalpinx scabridula (Rolfe) Luer, Phytologia 54: 397 (1983).
81. Trichosalpinx semilunata (Luer) Luer, Phytologia 54: 397 (1983).
82. Trichosalpinx sijmii Luer, Monogr. Syst. Bot. Missouri Bot. Gard. 88: 113 (2002).
83. Trichosalpinx silverstonei Luer, Monogr. Syst. Bot. Missouri Bot. Gard. 64: 108 (1997).
84. Trichosalpinx solomonii Luer, Monogr. Syst. Bot. Missouri Bot. Gard. 64: 79 (1997).
85. Trichosalpinx spathulata Luer, Monogr. Syst. Bot. Missouri Bot. Gard. 64: 109 (1997).
86. Trichosalpinx steyermarkii Luer, Monogr. Syst. Bot. Missouri Bot. Gard. 64: 79 (1997).
87. Trichosalpinx strumifera Luer, Monogr. Syst. Bot. Missouri Bot. Gard. 64: 80 (1997).
88. Trichosalpinx systremmata (Luer) Luer, Phytologia 54: 397 (1983).
89. Trichosalpinx tantilla (Luer) Luer, Monogr. Syst. Bot. Missouri Bot. Gard. 64: 81 (1997).
90. Trichosalpinx teaguei Luer, Monogr. Syst. Bot. Missouri Bot. Gard. 64: 82 (1997).
91. Trichosalpinx tenuiflora (Schltr.) Luer, Phytologia 54: 397 (1983).
92. Trichosalpinx tenuis (C.Schweinf.) Luer, Phytologia 54: 397 (1983).
93. Trichosalpinx teres Luer, Monogr. Syst. Bot. Missouri Bot. Gard. 64: 83 (1997).
94. Trichosalpinx todziae Luer, Lindleyana 11: 111 (1996).
95. Trichosalpinx trachystoma (Schltr.) Luer, Phytologia 54: 397 (1983).
96. Trichosalpinx triangulipetala (Ames & Correll) Luer, Phytologia 54: 397 (1983).
97. Trichosalpinx trilobata (Fawc. & Rendle) Luer, Phytologia 54: 398 (1983).
98. Trichosalpinx tropida (Luer) Luer, Phytologia 54: 398 (1983).
99. Trichosalpinx uvaria Luer, Monogr. Syst. Bot. Missouri Bot. Gard. 64: 109 (1997).
100. Trichosalpinx vagans (Garay & Dunst.) Luer, Phytologia 54: 398 (1983).
101. Trichosalpinx vasquezii Luer, Monogr. Syst. Bot. Missouri Bot. Gard. 64: 35 (1997).
102. Trichosalpinx webbiae Luer & R.Escobar, Orquideologia 16: 188 (1984).
103. Trichosalpinx werneri Luer, Monogr. Syst. Bot. Missouri Bot. Gard. 88: 114 (2002).
104. Trichosalpinx wilhelmii Luer, Monogr. Syst. Bot. Missouri Bot. Gard. 64: 86 (1997).
105. Trichosalpinx xiphochila (Rchb.f.) Luer, Phytologia 54: 398 (1983).
106. Trichosalpinx yanganensis (Luer) Luer, Phytologia 54: 398 (1983).
107. Trichosalpinx zunagensis Luer & Hirtz, Monogr. Syst. Bot. Missouri Bot. Gard. 64: 110 (1997).